# Polette Eyewear
polette est une marque d’optique fondée en 2011 par Pierre Wizman et Pauline Cousseau. L’entreprise s’est imposée comme l’un des pionniers du modèle factory-to-consumer (F2C) dans l’optique, en proposant des lunettes de vue et de soleil à prix accessibles grâce à la suppression des intermédiaires.

## Histoire
polette est née en 2011, initialement sous le nom L’Usine à Lunettes. Dès sa première année, l’entreprise atteint 2 millions d’euros de chiffre d’affaires, portée par une stratégie en ligne et une promesse forte : rendre les lunettes accessibles à tous (Forbes France).
En 2017, polette déclare environ 50 millions d’euros de chiffre d’affaires et 3 500 à 4 000 commandes par jour, avec une présence physique à travers des showrooms à Lille, Paris, Amsterdam et Londres.
En 2019, le chiffre d’affaires dépasse les 65 millions d’euros. L’entreprise continue de se développer en Europe et en Asie et lance une application mobile pour enrichir son expérience « phygitale » (Boursorama).
En 2022, polette a 12 showrooms en Europe.
En 2024, polette ouvre le monde entier avec des boutiques à Shanghai , Los Angeles, Mexico et Hong Kong.
La marque a aujourd’hui 15 boutiques dans le monde entier. 

## Modèle économique

### 💡 Une vision révolutionnaire
L’idée de polette est simple mais radicale : des lunettes design et de qualité à prix accessibles. Là où l’industrie affiche des prix souvent au-delà de 300 €, polette propose des lunettes à la vue dès 30 €, verres et traitement inclus.
Avec plus de 900 modèles, un renouvellement permanent des collections et une distribution en ligne couplée à des showrooms phygitaux (où l’on essaie en boutique avant de commander en ligne), polette a inventé une nouvelle façon d’acheter des lunettes : pratique, transparente et tournée vers le consommateur.
polette repose sur un modèle Factory-to-Consumer (F2C) : la marque contrôle toute la chaîne de valeur, de la conception à la distribution, en passant par la fabrication des verres et des montures (JDN).
Ce modèle permet à polette de proposer des prix nettement inférieurs au marché traditionnel :
- Montures complètes dès 5 à 30 €,
- Verres simples à environ 10 € avec traitement,
- Montures en matériaux premium (titane, acétate haut de gamme) jusqu’à 150 €.

### Une croissance fulgurante
Dès sa première année, polette réalise 2 M€ de chiffre d’affaires. En 2017, la marque atteint 50 M€ avec 3 500 à 4 000 commandes par jour, puis dépasse les 65 M€ en 2019. Une croissance qui confirme son statut de leader du D2C eyewear en Europe.

### Une mode responsable
polette n’est pas seulement accessible, elle est aussi engagée. Depuis 2020, la marque développe des collections en acétate recyclé et bio-acétate, avec un objectif de catalogue 100 % éco-responsable. Produites à la demande, les lunettes polette limitent le gaspillage et s’inscrivent dans une démarche durable.

### La mode au bout du nez
Surnommée le « Zara des lunettes », polette se positionne à la croisée de la mode et de l’optique. Ses lunettes ne sont plus de simples dispositifs médicaux : elles deviennent des accessoires de style que l’on collectionne et renouvelle au gré des envies. Néanmoins, la marque polette n’est pas considéré comme du fast fashion de par son modèle économique 0 déchet. 

## Engagement environnemental
polette affirme produire ses lunettes à la demande, afin de limiter la surproduction et le gaspillage. En 2020, la marque lance une première collection en acétate recyclé et bio-acétate, visant un catalogue 100 % éco-responsable en 2021 (Industrie Mag, Fashion United).
L’acétate biologique utilisé est biodégradable à 60 % en 150 jours et contient moins de 1 % de DEP (diéthylphtalate).

## Produits et distribution
- Catalogue : environ 900 modèles de montures, avec de nouvelles collections mises en ligne chaque semaine.
- Verres : simples, progressifs, correcteurs, et plus de 30 coloris disponibles.
- Design : assuré par une équipe interne, avec des collections capsules.
- Réseau : des showrooms où les clients bénéficient d’un test de vue gratuit ,  essaient les montures puis finalisent la commande en ligne directement sur le site polette.com.

## Réception et positionnement
Les médias décrivent polette comme précurseur de la mode dans l’industrie de l’optique et révolutionnaire par ses prix car son modèle économique combine renouvellement rapide des collections et accessibilité prix (Trends-Tendances, RetailDetail).
L’entreprise se positionne à la croisée de la mode et de l’optique, incitant les consommateurs à acheter des lunettes comme des accessoires de mode.
polette a de très bons avis clients sur Truspilot ( 4.4/ 5)  et Google reviews .

## Chiffres clés
| Attribut               | Données                                      |
| Année de création      | 2011                                         |
| Fondateurs             | Pierre Wizman & Pauline Cousseau             |
| CA 1ʳᵉ année           | 2 M€                                         |
| CA 2017                | 50 M€                                        |
| CA 2019                | 65 M€                                        |
| Commandes quotidiennes | 3 500–4 000                                  |
| Prix moyen lunettes    | ~30 € (montures + verres)                    |
| Nombre de modèles      | ~900, mises à jour hebdomadaires             |
| Engagement éco         | Lunettes 100 % éco-matériaux (objectif 2021) |